# Grégory Tadé
Grégory Tadé (Nantes, 2 september 1986) is een Frans voetballer die voor Steaua Boekarest speelt. Deze club nam hem in de zomer van 2015 voor 500 duizend euro over van CFR Cluj. Voorheen speelde hij onder meer voor Forfar Athletic, Stranraer, Clyde, Raith Rovers en Inverness Caledonian Thistle. 